# Ordonnaz

Ordonnaz este o comună în departamentul Ain din estul Franței.